# Марголин, Михаил Владимирович
Михаи́л Влади́мирович Марго́лин (29 января (11 февраля) 1906, Киев — 25 января 1975) — советский конструктор стрелкового оружия.

## Биография
Михаил Владимирович Марголин родился в Киеве в 1906 году. Мать, Екатерина Филипповна Клемм (настоящая фамилия Гринберг-Самуильсон, 1884—1942), была художником-графиком, погибла во время немецкой оккупации Киева.
До 1918 года семья Марголина жила в Киеве. При эвакуации из Киева М. В. Марголин отстал от семьи и остался в Киеве. Там он примкнул к бойцам Красной Армии. После занятия Киева в 1919 году Красной Армией Марголин уехал на Кавказ, где его мать работала учителем в школе-коммуне.
В возрасте 15 лет Марголин исполнял обязанности коменданта в штабе Частей особого назначения в Хосте. Позже его назначили командовать взводом.
В 1922 г. вступил в комсомол.
В апреле 1924 года в возрасте 18 лет Марголин получил ранение в голову, в результате которого потерял зрение. После госпиталя был направлен в Киев, в инвалидный городок, затем на курсы слепых массажистов в Харькове.
Освоив шрифт Брайля, занимался повышением образования.
В 1926 году Марголин приехал в Москву по направлению на курсы актива и начал работать начальником учебного «военного кабинета» при районном комитете комсомола, а затем в «Обществе содействия обороне, авиации и химическому строительству» (ОСОАВИАХИМ) инструктором по стрелковому оружию. Стал активным пропагандистом военно-технических видов спорта.
Конструкции механизмов Марголин изучал на ощупь. Проявил интерес к инженерному творчеству, создал оригинальный образец спортивной малокалиберной самозарядной винтовки, получивший высокую оценку специалистов. В общении с чертежниками и рабочими использовал модели и макеты из пластилина, воска, дерева, металла, пластмассы.
С 1933 года, работая в «Центральных экспериментальных мастерских» ОСОАВИАХИМ, Марголин занимался разработкой спортивного оружия, создал несколько малокалиберных систем: сначала самозарядный и однозарядный тренировочный пистолеты, в 1934 году - самозарядный тировый карабин с 10-зарядным магазином и учебный малокалиберный вариант пулемёта Дегтярева.
С 1938 года возглавил одну из групп в конструкторских бюро в Туле, разработал самозарядный пистолет «ТКБ-205» калибра 9 мм. По результатам испытаний на «Центральном научно-исследовательском полигоне стрелкового и минометного вооружения Главного артиллерийского управления РККА» (НИПСМВО) в 1940 году пистолет был одобрен, но по существовавшим на тот момент приказам Наркомата обороны пистолеты калибра 9 мм не предусматривалось ставить на вооружение, и работа над проектом была прекращена. В 1940 году Марголин вернулся в Москву и продолжил работы над спортивным оружием на основе пистолета ТТ конструкции Токарева образца 1933 г.
Во время войны Марголин в должности начальника объекта участвовал в противовоздушной обороне Москвы, работал в тылу на хозяйственных должностях.
В 1943 году Марголина перевели в опытное конструкторское бюро при Арсенале Главного артиллерийского управления, где он работал по рекламациям, поступающим с фронта над улучшением ремонта стрелкового оружия в полевых условиях.
В 1946 г., продолжая работать в ГАУ, он вернулся к работам над спортивным оружием. В 1947 году им был разработан спортивный малокалиберный пистолет МЦ, который неоднократно использовался на чемпионатах и Олимпийских играх.
В 1950-е годы Марголин работал консультантом по оружию в Государственном Историческом музее и в НИИ милиции.
В 1955 году возглавил конструкторское бюро при научно-исследовательской стрелковой станции ДОСААФ, где разработал и запустил в серию учебно-спортивный однозарядный пистолет «Заря» и пневматический пистолет «МГ-60».
Михаил Владимирович Марголин умер 25 января 1975 года.

## Награды и премии
- Медаль «За оборону Москвы».
- Медаль «За победу над Германией».
- Серебряная медаль ВДНХ (1960).
- Заслуженный изобретатель РСФСР (1965).

## Память
- Малой планете № 2561 открытой 8 октября 1969 года Л. И. Черных в Крымской астрофизической обсерватории присвоено имя Margolin.

## Публикации
- Марголин М. В. Ремонт спортивной малокалиберной винтовки ТОЗ-8. — М.: ДОСААФ, 1955.
- Марголин М. В. Спортивный пистолет и его ремонт. — М.: ДОСААФ, 1958.
- Марголин М. В. Я солдат еще живой. — М.: Воениздат, 1976. — (Серия «Рассказывают фронтовики»).
- Марголин М. В. Записки конструктора // Разноцветные мишени. — М.: Физкультура и Спорт, 1978.